# クログチヤモリザメ
クログチヤモリザメ Galeus melastomus はヤモリザメ属に属するサメの一種。地中海を含む北西大西洋の、深度150-1400メートルの泥底で見られる。全長50-79センチメートルで、地中海より大西洋の個体の方が大きくなる。体は細く、口の中が黒いことが特徴である。背面には薄く縁取られた褐色の斑紋が並ぶ。尾鰭の上縁には鋸歯状になった皮歯の列がある。
泳ぎは遅いが活動的で、視覚と電気感覚を用いて餌を探し、様々な甲殻類・頭足類・魚類を捕食する。卵生で年間を通じて繁殖し、卵殻に包まれた卵を浅場に産む。漁業において大量に混獲されるが、漁業価値は低い。IUCNは保全状況を軽度懸念としている。

## 分類
コンスタンティン・サミュエル・ラフィネスクの1810年の著作、Caratteri di alcuni nuovi generi e nuove specie di animali e piante della Sicilia: con varie osservazioni sopra i medesimi において記載された。種小名melastomus は口内が黒いことに因む。タイプ標本は指定されなかった。分子系統解析では、本種はGaleus murinus などを含む大西洋産ヤモリザメ属とクレードを構成し、解析に含まれた種の中ではGaleus polli と近縁であるという結果が得られている。本種に属する最古の化石は、アペニン山脈北部の鮮新世前期（530–360万年前）の層から得られたものである。

## 分布
北西大西洋の広範囲に分布し、アイスランド南西とノルウェーのトロンハイムからセネガル（フェロー諸島・ブリテン諸島・アゾレス諸島・大西洋中央海嶺の北部を含む）に生息する。アドリア海、エーゲ海北部と黒海を除いた地中海にも生息する。主に深度150-1400メートルの大陸斜面に生息するが、フランス南部では深度50-60メートル・東地中海では深度2300-3850メートルから採集された記録もある。生息深度は地域によって変化し、例えばビスケー湾では300-500メートル・ポルトガルでは400-800メートル・シチリア海峡では500-800メートル・バレアレス海では1000-1400メートル・東地中海では1500-1830メートルで見られる。水温は生息域の選択において重要な要素となっていないようである。
海底近くで見られ、泥底を好む。雌雄が分離した群れを作るというデータは少ない。地中海北部・西部での調査では、成体は幼体より深い場所に棲むことが報告されているが、他の調査ではそのようなパターンは見られておらず、フランス南部などでは全深度が全年齢の個体に適しているようである。別の調査では、平均の全長は中間程度の深度で最大になることが示された。これは、孵化直後の幼体は浅場に留まるが、その後大陸斜面上に散らばり、成体になると中間程度の深度に集まってくる、という移動パターンを示していると考えられる。これが正しければ、かつての調査では深度方向の調査が不十分であったため、一貫性のない結果が得られていたと考えられる。

## 形態

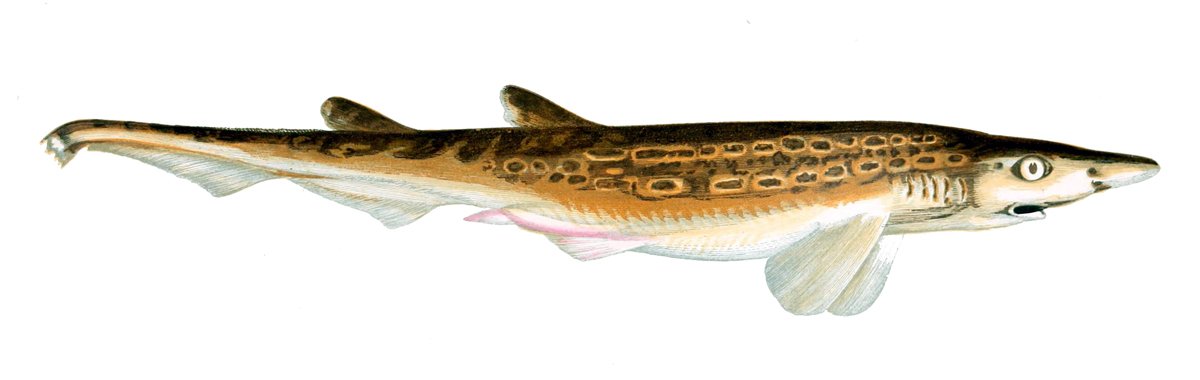
Les poissons (1877) のイラスト。背面には凝った模様がある。

最大で、大西洋で67-79センチメートル・地中海で50-64センチメートルと報告されている。90センチメートルの報告もあるがこれは疑わしい。雌は雄より大きくなる。最重記録は1.4キログラム。体は細いが硬い。吻はかなり長く尖り、全長の6–9%を占める。前鼻弁は三角形で大きく、前鼻孔と後鼻孔を分けている。眼は楕円形で簡素な瞬膜を備える。眼の下にはわずかな隆起線が走り、後方には小さな噴水孔がある。口は前後に短く、幅広い弧を描き、口角にはある程度長い唇褶を持つ。歯列は上顎で69・下顎で79。各歯は小さく、細い尖頭と1-2対の小尖頭を持つ。鰓裂は5対で、第5鰓裂は胸鰭基底の上にある。
2基の背鰭はほぼ同じ大きさで、体のかなり後方にある。第一背鰭は腹鰭基底の中間から、第二は臀鰭基底の中間から起始する。胸鰭は大きいが、腹鰭は小さくて低く、先端は尖る。臀鰭は背鰭よりかなり大きく、基底は全長の13–18%を占め、腹鰭-臀鰭間や2基の背鰭間の長さを遥かに上回る。尾柄は側扁し、臀鰭の後端は尾鰭とかなり近い。尾鰭は全長の1/4を占める。上葉は低く、後縁先端に欠刻がある。下葉は不明瞭である。皮膚は非常に分厚く、よく石灰化した皮歯に覆われる。尾鰭上縁に沿って、鋸歯状の大きな皮歯の列がある。背面は灰褐色で、暗色の15–18個の丸い鞍状模様や斑、尾まで続く斑点列がある。これらの模様は淡色で縁取られる。腹面や、背鰭と尾鰭の先端は白い。口内は黒い。

## 生態
分布域では、大陸斜面の上部・中部において最も豊富なサメの一つである。放浪性で、単独か群れで見られる。泳ぎは比較的遅く、体を強くくねらせてウナギ型（Anguilliform）の動きをする。海底直上を泳ぐことが多く、おそらく地面効果による揚力でエネルギー消費を抑えている。海底に降りて休むこともある。本種はヨロイザメやヨーロッパスルメイカに捕食される。寄生虫として、条虫のDitrachybothridium macrocephalum ・アイメリア属のEimeria palavensis が記録されている。

### 摂餌

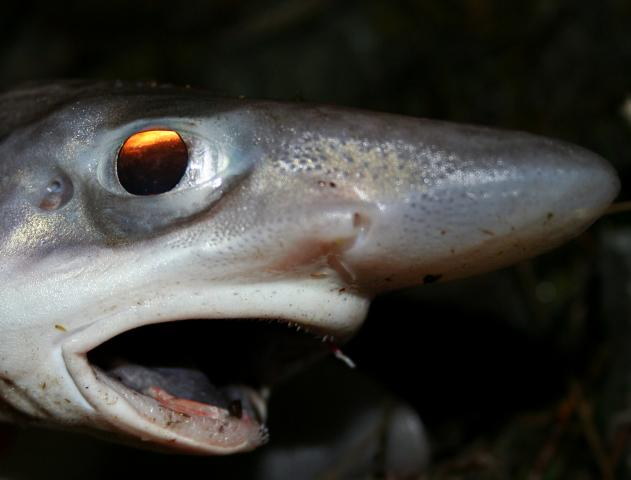
獲物を探すための眼とロレンチーニ器官はよく発達する。

活動的なジェネラリスト捕食者で、底生・遊泳性どちらの生物も食べる。餌は主に十脚類・オキアミ・頭足類やハダカイワシ・ヨコエソ科・ワニトカゲギス科・チゴダラ科などの硬骨魚である。重要な獲物は地域によって変化し、例えばフランス南部ではCalocaris macandreae（アナエビ科）やPasiphaea multidentata（オキエビ科）、イベリア半島ではサクラエビ科のSergestes arcticus やコツノサクラエビである。幼体は成体よりも多様な多数の甲殻類を食べ、小型のアミ目やクラゲノミ科も摂食する。成体は比較的大型の魚を好むようになり、他の板鰓類を食べたり、小型個体を共食いしたりすることも知られる。餌に占める頭足類の割合は、地域によって様々である。胃からは、単独では捕獲できないような大型生物の断片も見つかっており、群れで狩りをすることが示唆される。人間活動による廃棄物を含む、死骸などの有機物を漁る姿も稀に記録されている。
餌を探すときは、感覚能力を有効に用いるために頭部を左右に振る。主に視覚と電気感覚に頼って餌を探すと見られ、嗅覚はあまり用いないようである。他のサメ同様、視力は中央の水平方向で最も良い。眼の水晶体と錐体細胞は大きく、小さく遠い物体でも背景から区別することができる。桿体細胞の感度は獲物の生物発光の波長で最も高い。ロレンチーニ器官は多く、均等に散らばり、空間解像度を高めて高速で移動する獲物を追跡することに特化している。

### 生活史
多くのヤモリザメ類と異なり、1本の輸卵管で複数の卵が同時に成熟する複卵生である。雌は最大で合計13個、通常は輸卵管1本あたり1-4個の卵を持つ。年間の産卵数は60-100個と推定されており、母体の大きさに連れて増加する。成熟雌は右の卵巣のみが機能する。卵殻は花瓶型で、縁に沿ってわずかな襞がある。前端は四角形で、1対の短く巻いた角がある。後端は丸い。表面は少し半透明で、滑らかな艶がある。産卵直後は黄褐色だが、時間が経つと暗褐色になる。大西洋産の卵殻は、長さ3.5-6.5センチメートル・幅1.4-3.0センチメートル、地中海産は長さ4.2-5.5センチメートル・幅1.7-2.5センチメートルと計測されている。大型の雌は、少し大きな卵殻を産むようになる。
交尾・産卵は一年中行われるが、夏と冬に最も頻度が高くなるとしている研究もある。卵は比較的浅い場所の泥底に産み付けられる。性成熟時の大きさは地域によって変わり、大西洋では雄は48-79センチメートル・雌は56-79センチメートル、地中海では雄は42-55センチメートル・雌は39-61センチメートルと報告されている。

## 人との関わり
人には無害で、経済価値もない。商業漁業での底引き網や延縄で多数が混獲されている。特に、ポルトガルや地中海でのヨーロッパアカザエビ・ツノナガサケエビやチヒロエビ科のAristeus antennatus ・Aristaeomorpha folicea などの深海性エビを狙った漁では最も頻繁に混獲される種である。ほとんどは海に戻されるが、おそらく死亡率は高い。ポルトガルやイタリアでは、混獲された大型個体の少数を、肉や皮革のために利用する。2005年、トスカーナ州ヴィアレッジョでの水揚げ量は700キログラムと報告されている。北西大西洋では他の深海鮫の減少に伴い、狙って漁獲されることが増えている。
コルシカ島・シチリア島・ポルトガル南部・イオニア海・アドリア海南部・エーゲ海などでは、捕獲される個体はほとんどが未成熟個体となっており、漁獲圧の悪影響が示唆される。だが、多くの地域では未だ非常に豊富なままであり、全体としての個体数の減少は観測されていない。一部の漁業規制によっても保護されており、特に2005年には、地中海での1000メートル以深でのトロール漁が禁止されている。このため、IUCNは保全状況を軽度懸念としている。欧州委員会の管轄海域では、深海鮫に対する漁獲可能量が定められている。